# Тлеубай
Тлеубай (каз. Тілеубай) — село в Теренкольском районе Павлодарской области Казахстана. Входит в состав Байконысского сельского округа. Код КАТО — 554833300.

## Население
В 1999 году население села составляло 245 человек (122 мужчины и 123 женщины). По данным переписи 2009 года, в селе проживали 264 человека (133 мужчины и 131 женщина).